# Santuario
Santuario là một khu tự quản thuộc tỉnh Risaralda, Colombia. Thủ phủ của khu tự quản Santuario đóng tại Santuario Khu tự quản Santuario có diện tích 201 ki lô mét vuông. Đến thời điểm ngày 28 tháng 5 năm 2005, khu tự quản Santuario có dân số 15167 người.